# Lycocerus nigrimembris
Lycocerus nigrimembris es una especie de coleóptero de la familia Cantharidae.

## Distribución geográfica
Habita en Rusia.